# Two Black Cadillacs

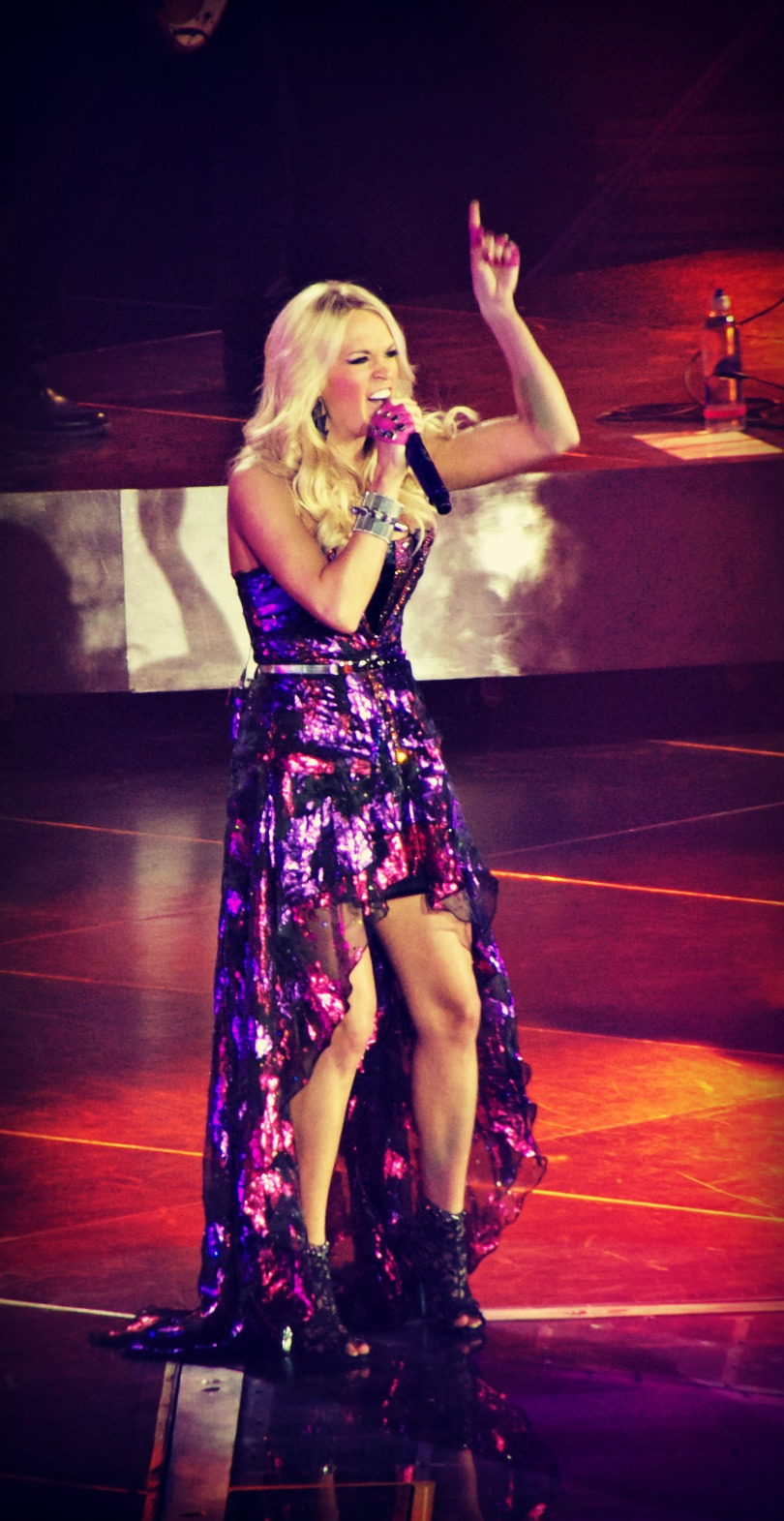
Андервуд исполняет «Two Black Cadillacs» во время Blown Away Tour

Two Black Cadillacs — песня американской кантри-певицы Кэрри Андервуд с её 4-го студийного альбома Blown Away, вышедшая в качестве его третьего сингла в ноябре 2012 года на лейбле Arista Nashville. Авторами стали Андервуд, Хиллари Линдси и Джош Кир.
Песня получила положительные отзывы музыкальных критиков и несколько номинаций на кантри-награды.
К июлю 2020 года сингл был сертифицирован в 2-кратном платиновом статусе RIAA.

## История
После того, как концертный тур Play On Tour Андервуд закончился в декабре 2010 года, она начала работу над своим четвёртым студийным альбомом, который тогда ещё не имел названия. Председатель и главный исполнительный директор Sony Music Nashville Гэри Овертон сказал, что певице «потребовался почти год, чтобы собрать и записать песни».
Кир так описал процесс записи:
Кэрри сказала мне, что ожидала, что этот альбом будет иметь более мрачные тона, чем любой из её предыдущих альбомов. Так что я помню, как сидел за пианино и писал песню, думая, что если Кэрри действительно хотела чего-то тёмного, то это было то, что ей нужно. Речь шла о том, что мы не разглашаем, как две женщины избавились от человека, о котором идёт речь в песне. Такие песни действительно сложны, потому что вам нужно достаточно подробностей, чтобы рассказать историю и сделать её интересной, но при этом она не станет настолько наглядной, что её будет неприятно слушать более одного раза. Думаю, нам это удалось. В любом случае, было весело выбирать, какие элементы истории добавить, а какие опустить.
Мелодически «Two Black Cadillacs» написаны в тональности фа минор с темпом 120 ударов в минуту. Голос Андервуд варьируется от низкой ноты A♭3 до высокой ноты C5.
Билли Дьюкс из Taste of Country отметил, что текст песни подталкивает «обычно отважную кантри-суперзвезду на грань зла. Это настолько далеко, насколько она может зайти, не упав со скалы правдоподобия». Дьюкс также описал эту песню как «мини-фильм», в котором Андервуд поёт: «И проповедник сказал, что он был хорошим человеком / И его брат сказал, что он был хорошим другом, / Но две женщины в чёрных вуалях не уронили ни слезы / Прощай, прощай! / Да, они по очереди возложили розы / И бросили горсть земли в глубокую могилу, / Он — не единственный, кому было что скрывать. / Прощай, прощай, прощай…». В этой песне стиля кантри-поп использованы фортепиано, гитары, и её сравнивают с «Goodbye Earl» группы Dixie Chicks и «Gunpowder and Lead» певицы Miranda Lambert.

## Отзывы
Песня получила положительные отзывы музыкальных изданий и критиков.
Билли Дьюкс из Taste of Country заявил, что «вокально Андервуд великолепна, как всегда, а лирически она, Хиллари Линдси и Джош Кир написали сложную историю», но продолжил, что «по сравнению с другими хитами Андервуд, эта песня не отличается лишь после того, как вы переварите жуткую сюжетную линию. Так что, возможно, будет продано всего миллион синглов и она достигнет № 2», и дал песне три с половиной звезды. Дэрил Аддисон из Great American Country похвалил песню, сказав, что «даже с тяжелыми тематическими элементами, песня впечатляюще сохраняет блеск поп-кроссовера и доступное звучание, благодаря чистому голосу Кэрри и современному исполнению». Кевин Койн из Country Universe поставил песне пятерку (уровень A), отметив разносторонность певицы, сказав, что «это заслуга её амбиций как артиста. Для кого-то, кого так часто обвиняют в том, что он добился вершины, не заработав её, она продолжает работать усерднее, чем остальные её сверстники, просто чтобы оставаться там».

## Награды и номинации
| Год  | Получатель            | Награда                         | Категория                 | Результат |
| ---- | --------------------- | ------------------------------- | ------------------------- | --------- |
| 2013 | «Two Black Cadillacs» | American Country Awards         | Female Single of the Year | Номинация |
| 2013 | «Two Black Cadillacs» | CMT Music Awards                | Female Video of the Year  | Номинация |
| 2014 | «Two Black Cadillacs» | Academy of Country Music Awards | Video of the Year         | Номинация |

## Коммерческий успех
29 декабря 2012 года песня дебютировала на 90-м месте в Billboard Hot 100, достигнув позднее 41-го места после выхода видео. К 15 мая 2013 года было продано 762,000 копий в США.
30 сентября 2013 года сингл «Two Black Cadillacs» был сертифицирован Ассоциацией звукозаписывающей индустрии Америки (RIAA) в платиновом статусе, а по состоянию на ноябрь 2015 года было продано 1 100 000 копий в США. В Канаде песня достигла умеренного успеха, заняв третье место Country и № 52 в Canadian Hot 100.

## Музыкальное видео
Музыкальное видео для песни «Two Black Cadillacs» снял режиссёр P.R. Brown, продюсировали Steve Lamar (Lamar Brothers).

## Концертные исполнения
Андервуд исполнила «Two Black Cadillacs» на 40-й церемонии American Music Awards 18 ноября 2012 года.

## Чарты и сертификация
| Чарт (2012-13)                      | Высшая позиция |
| ----------------------------------- | -------------- |
| Канада (Billboard Canadian Hot 100) | 52             |
| Канада (Billboard Country)          | 3              |
| США (Billboard Hot 100)             | 41             |
| США (Billboard Hot Country Songs)   | 4              |
| США (Billboard Country Airplay)     | 2              |

| Регион                                                      | Сертификация  | Продажи   |
| ----------------------------------------------------------- | ------------- | --------- |
| США (RIAA)                                                  | 2× Платиновый | 1,100,000 |
| ^ Данные о тиражах приведены только на основе сертификации. |               |           |

| Чарт (2013)                        | Позиция |
| ---------------------------------- | ------- |
| США (Country Airplay, Billboard)   | 37      |
| США (Hot Country Songs, Billboard) | 29      |